# F1 2017 (computerspel)
F1 2017 is een racespel ontwikkeld door Codemasters. Het spel is gebaseerd op het Formule 1-seizoen 2017 en is op 25 augustus 2017 uitgebracht voor de PlayStation 4, Windows en de Xbox One. In deze versie kan naast met de officiële auto's uit het seizoen 2017 ook met een aantal voormalige klassieke Formule 1-wagens worden gereden, zoals de McLaren MP4/4 en de Ferrari F2002.
Gelijktijdig met het uitbrengen van het spel door Codemasters is door ontwikkelaar Feral Interactive ook een officiële versie voor macOS gepubliceerd. Dezelfde ontwikkelaar bracht op 2 november 2017 ook een editie van het spel voor besturingssysteem Linux uit. Doordat deze versie gebruikmaakt van de Vulkan API als grafische engine, zijn de systeemvereisten ietwat hoger dan voor de Windows en macOS versies.

## Gameplay
F1 2017 is een racesimulatie waarbij de speler zelf in een Formule 1 auto kan plaatsnemen, maar in carrièremodus ook het gekozen raceteam kan beheren. In deze modus kan de speler de auto verder ontwikkelen, bijvoorbeeld op gebied van chassis, motor en ophanging. In deze modus vertonen onderdelen als motor en versnellingsbak slijtage gedurende racesessies, en ook ploffen, wat resulteert in een uitvalbeurt, wat ervoor kan zorgen dat de speler een onderdeel moet vervangen, met een gridstraf tot gevolg.
In de klassieke modus kan met twaalf historische Formule 1-wagens worden gereden, variërend van de seizoenen 1988 tot 2010. Bij deze auto's is het originele motorgeluid van bijvoorbeeld V-8, V-10 en V-12 motoren te horen.
F1 2017 had daarnaast als primeur om als eerste computerspel gebruikt te kunnen worden in de Formula One eSports Series.

## Ontvangst
Het spel werd overwegend positief ontvangen:
| Beoordeeld door | Platform      | Score |
| --------------- | ------------- | ----- |
| Tweakers.net    | PlayStation 4 | 80%   |
| XGN.nl          | Xbox One      | 80%   |
| InsideGamer.nl  | Windows       | 85%   |
| Gamer.nl        | Windows       | 80%   |
| PCGamer.com     | Windows       | 88%   |

## Trivia
Ondanks dat gedurende het seizoen 2017 ook Formule 1 rijders Jenson Button, Antonio Giovinazzi, Pierre Gasly, Brendon Hartley en Paul di Resta aan één of meerdere races meededen, zijn zij in het spel niet opgenomen.